# Pier Lamandé
Pour les articles homonymes, voir Lamande.
Pier Lamandé est un acteur, dramaturge et metteur en scène de théâtre français.

## Biographie
Après des études de biologie, jusqu'en Licence, Pier Lamandé - connu au début de sa carrière sous le nom de Pierre Lamande - se forme au théâtre au Cours Florent avant de commencer sa carrière d'acteur dans des spectacles de Philippe Berling. Il participe ensuite à la création de la compagnie d'EDVIN(e) avec Éric Ruf, dont les spectacles, notamment Du désavantage du vent, vont recevoir un accueil très positif.
Pier Lamandé collabore ensuite avec Arthur Nauzyciel, avant de faire, en 2001, sa première mise en scène à partir du texte de Paul Claudel : Un homme sous influence.
Puis son parcours intègre les univers et les créations de Stanislas Nordey, Christine Letailleur et Thomas Jolly avec lesquels il sera aussi bien acteur que collaborateur artistique : il interprète notamment une vingtaine de rôle dans le spectacle-fleuve Henry VI, d'une durée de 18 heures, joué au Festival d'Avignon en 2014.
Si le théâtre demeure son univers principal, Pier Lamandé  participe aussi à des projets dans l'univers de la création radiophonique - pour France Culture, avec Éric Ruf en 2004 - dans le monde la danse - sur scène avec Guesch Patti en 2014 - de l'écriture - il participe au collectif Jeunes textes en liberté, en faveur d'une meilleure représentation de la diversité sur la scène théâtrale - ou de l'opéra : il dirige les chœurs pour le spectacle Fantasio, joué au Théâtre du Châtelet à l'occasion de la réouverture de l'Opéra Comique en 2017.
En parallèle, Pier Lamandé est engagé dans des activités de pédagogue, à l'École Nationale Supérieure du Théâtre National de Bretagne, à l'Université de Poitiers ou encore auprès de divers publics, dans des hôpitaux psychiatriques, au sein de prison ou encore avec des enfants. Dans ce cadre, il met en scène plusieurs ateliers au Théâtre national de la Colline entre 2009 et 2011, auxquels participeront notamment Anne Alvaro, Valérie Dréville ou Jacques Serena.
En 2017, Pier Lamandé renoue avec la mise en scène lors du Festival Pleins feux sur la jeune création, en dirigeant Anaïs Muller et Bertrand Poncet dans le spectacle Un jour j'ai rêvé d'être toi qui reçoit un accueil critique positif  et sera repris au Festival d'Avignon l'année suivante.
En 2018, il s'engage contre la fermeture du Tarmac, scène internationale francophonie.

## Spectacles (sélection)

### Acteur
- 1996 : Peer Gynt d'Henryk Ibsen, mis en scène par Philippe Berling, Théâtre du peuple, Bussang
- 1998 : Du désavantage du vent, mis en scène par Eric Ruf, Théâtre Gérard Philipe, Saint Denis[9]
- 2004 : EPAT de Mario Batista, mis en scène par Stanislas Nordey, Théâtre ouvert, Paris
- 2005 : Electre de Hugo von Hofmannstahl, mis en scène par Stanislas Nordey, Théâtre national de la Colline, Paris;
- 2008 : La venus à la fourrure de Leopold von Sacher Masoch, mis en scène par Christine Letailleur, Théâtre national de la Colline, Paris
- 2009 : Hiroshima mon amour de Marguerite Duras, mis en scène par Christine Letailleur, Théâtre de la Ville, Paris
- 2010 : Le château de Wetterstein de Franck Wedekind, mis en scène par Christine Letailleur, Théâtre national de Bretagne, Rennes
- 2012 : ... du printemps! de Thierry Thieu Niang, Théâtre de la Ville, Paris[10]
- 2014 : Henry VI de Shakespeare, mis en scène par Thomas Jolly, Théâtre de l'Odéon et Festival d'Avignon
- 2014 : Re-Vue, de Guesh Patti, Ménagerie de Verre, Paris[11]

### Mise en scène
- 1998 : Les belles endormies du bord de scène, mis en scène avec Eric Ruf, Théâtre national de Chaillot, Paris
- 2001 : Un homme sous influence de Paul Claudel, mis en scène avec Laure Saupique, Le Quartz - Scène nationale de Brest, Brest
- 2018 : Un jour j'ai rêvé d'être toi, Théâtre de l'opprimé, Avignon

## Livre audio
- 2004 : Entretiens Michel Foucault à Claude Bonnefoy, avec Eric Ruf, Editions Gallimard et France Culture[12]

## Livre
- 2012 : Du désavantage du vent, ouvrage collectif, Éditions Les Solitaires Intempestifs